# Еврипид
Еврипи́д (правильнее Эврипи́д, др.-греч. Εὐριπίδης, лат. Euripides; 480-е — 406 до н. э.) — древнегреческий драматург, крупнейший (наряду с Эсхилом и Софоклом) представитель классической афинской трагедии. Написал около 90 произведений, из которых до нас дошло 17 трагедий и сатировская драма «Киклоп».

## Биография
Согласно позднему свидетельству в «Су́де», раньше Еврипида жил малоизвестный драматург с таким же именем.
Древние «Жизнеописания» Еврипида утверждают, что он родился на Саламине, в день знаменитой победы греков над персами в морском сражении, 23 сентября 480 года до н. э., от Мнесарха и Клейто. Родители оказались на Саламине в числе других афинян, бежавших от войска персидского царя Ксеркса. В этом сражении участвовал Эсхил, а шестнадцатилетний Софокл выступал в хоре юношей, прославлявших одержанную победу. Так древнегреческими летописцами была представлена преемственность трёх великих трагиков. Точная привязка дня рождения Еврипида к победе является приукрашением, которое часто встречается в рассказах античных авторов о великих. Так, в «Су́де» сообщается, что мать Еврипида зачала его в то время, когда Ксеркс вторгся в Европу (май, 480 год до н. э.), из чего следует, что если это утверждение соответствует действительности, то в сентябре он родиться никак не мог.
Надпись на Паросском мраморе определяет год рождения драматурга как 486 год до н. э., причём в этой летописи греческой жизни имя драматурга упоминается три раза — чаще, чем имя любого царя.
По другим свидетельствам дата рождения может быть отнесена к 481 году до н. э.
Отец Еврипида был уважаемым и, судя по всему, богатым человеком, мать Клейто занималась продажей овощей. В детстве Еврипид серьёзно занимался гимнастикой, даже выиграл соревнования среди мальчиков и хотел было попасть на Олимпийские игры, но был отвергнут по молодости. Потом занимался рисованием, без особого, впрочем, успеха. Еврипид получил прекрасное образование — вероятно, он был учеником Анаксагора, знал также Продика, Протагора и Сократа. Еврипид собирал книги в библиотеку, а вскоре сам стал писать. Первая пьеса, «Пелиады», вышла на сцену в 455 году до н. э., но тогда автор не победил из-за ссоры с судьями. Первый приз за мастерство Еврипид завоевал в 441 году до н. э. и с тех пор вплоть до смерти создавал свои творения. Общественная активность драматурга проявилась в том, что он участвовал в посольстве в Сиракузы на Сицилии, видимо, поддерживая цели посольства авторитетом писателя, признанного всей Элладой.

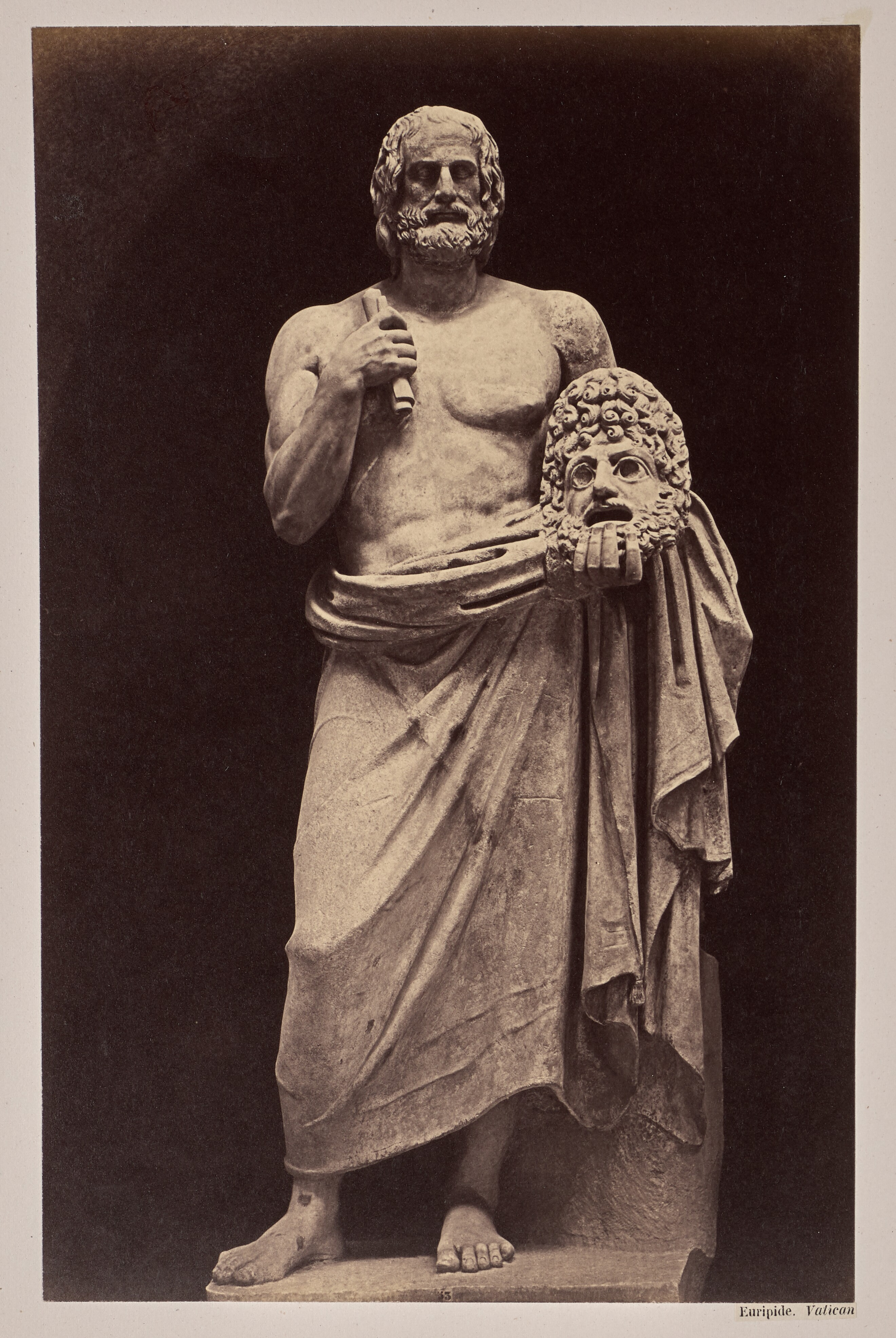
Еврипид с актерской маской, античная статуя. Ватикан, 1859 г.

Семейная жизнь Еврипида складывалась неудачно. С первой женой, Хлоириной, родившей ему трёх сыновей, развёлся из-за её супружеской неверности, написав при этом пьесу «Ипполит», где высмеивал сексуальные отношения. Вторая жена, Мелитта, оказалась не лучше первой. Еврипид снискал славу женоненавистника, что давало повод шутить над ним мастеру комедии Аристофану.
В 408 году до н. э. великий драматург решил покинуть Афины, приняв приглашение македонского царя Архелая. Неизвестно, что же повлияло на это решение Еврипида. Историки склоняются к мысли, что основной причиной стала если и не травля, то обида ранимой творческой личности на сограждан за непризнание заслуг. Дело в том, что из 92 пьес (75 — согласно другому источнику) только четыре были отмечены призами на театральных состязаниях при жизни автора, и одна пьеса — посмертно. О популярности драматурга в народе говорит рассказ Плутарха про страшное поражение афинян на Сицилии в 413 году до н. э.:

«Их [афинян] продавали в рабство и ставили на лбу клеймо в виде лошади. Да, были и такие, кому вдобавок к неволе привелось терпеть ещё и это. Но даже в такой крайности им приносило пользу чувство собственного достоинства и умение себя держать. Владельцы либо отпускали их на свободу, либо высоко ценили. А некоторых спас Еврипид. Дело в том, что сицилийцы, вероятно, больше всех греков, живущих за пределами Аттики, чтили талант Еврипида. Когда приезжающие доставляли им небольшие отрывки из его произведений, сицилийцы с наслаждением вытверживали их наизусть и повторяли друг другу. Говорят, что в ту пору многие из благополучно возвратившихся домой горячо приветствовали Еврипида и рассказывали ему, как они получали свободу, обучив хозяина тому, что осталось в памяти из его стихов, или как, блуждая после битвы, зарабатывали себе пищу и воду пением песен из его трагедий».

Архелай выказывал знаменитому гостю почёт и демонстративное уважение до такой степени, что знаки расположения стали причиной гибели самого царя. Аристотель в труде «Политика» сообщает о некоем Декамнихе, которого выдали для бичевания Еврипиду за нанесённую тому обиду, и этот Декамних в отместку организовал заговор, в результате которого Архелай погиб. Случилось это уже поcле смерти самого Еврипида в 406 году до н. э. Смерть столь замечательной личности породила легенды, изложенные в «Су́де»:

«Еврипид окончил жизнь в результате заговора Арридея из Македонии и Кратея из Фессалии, поэтов, ревнующих к славе Еврипида. Они подкупили за 10 мин придворного по имени Лисимах, чтобы тот спустил с привязи на Еврипида царских гончих, за которыми следил. Другие говорят, что Еврипид был разорван не псами, но женщинами, когда он ночью спешил на свидание с Кратером, юным любовником Архелая. Третьи утверждают, что он собирался встретиться с Никодикой, женой Арефа».

Версия про женщин — грубая шутка с намёком на пьесу Еврипида «Вакханки», где обезумевшие женщины разорвали царя. Про любовь престарелого писателя к юношам сообщает Плутарх. Современная версия более приземлённая — организм Еврипида просто не выдержал суровой зимы в Македонии.
Афиняне испросили разрешения захоронить драматурга в родном городе, но Архелай пожелал оставить могилу Еврипида в своей столице, Пелле. Софокл, узнав о смерти драматурга, заставил актёров играть пьесу с непокрытыми головами. Афины поставили в театре статую Еврипида, воздав ему почести после смерти. Плутарх передал легенду: в гробницу Еврипида ударила молния, великое знамение, которого удостоился из знаменитых людей только Ликург.
На юге острова Саламин, возле села Перистерия, на склоне холма с видом на Саронический залив находится пещера Еврипида — узкая пещера глубиной около 47 м, известная с античности как место, где знаменитый драматург написал одну из своих трагедий. На основании результатов раскопок, прежде всего фрагментов датированного концом V в. до н. э. скифоса с буквами ΕΥΡΙΠΠ (часть имени Еврипида), учёные пришли к выводу, что поклонники приходили сюда с обетными подношениями классику афинской трагедии.

## Трагедии Еврипида

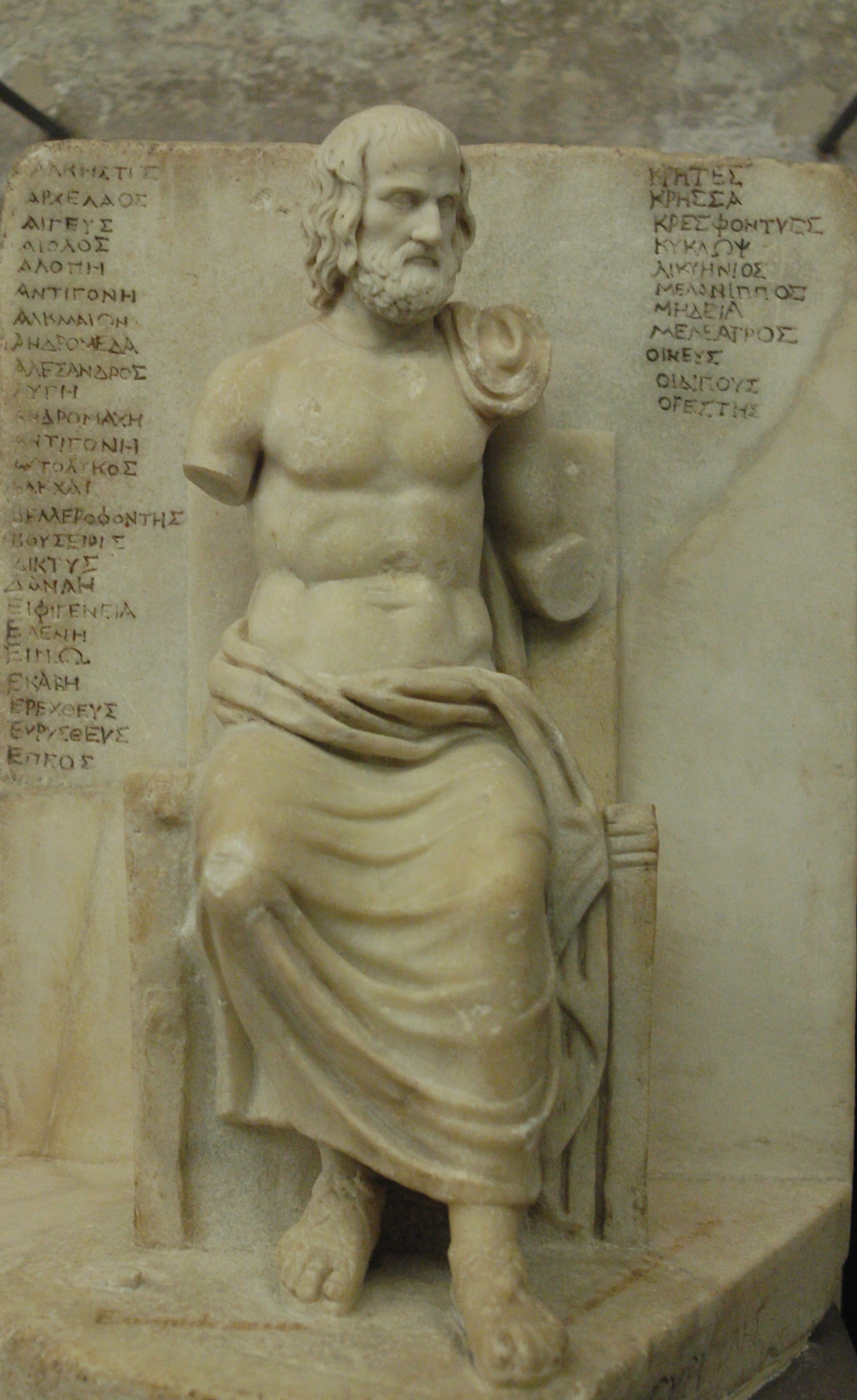
Сидящий Еврипид. Римская статуя II века. Лувр

Из 92 пьес (включая 22 тетралогии), приписываемых Еврипиду в древности, можно восстановить названия 80. До нас дошло лишь 19 трагедий, из которых «Рес», как считается, написан более поздним поэтом, а сатировская драма «Киклоп» представляет собой единственный уцелевший образец данного жанра. Лучшие по оценке древних драмы Еврипида для нас потеряны; из уцелевших увенчан был лишь «Ипполит». В числе сохранившихся пьес самая ранняя — «Алкеста» (вариант названия: «Алькеста», «Алкестида»), а к более поздним пьесам принадлежат «Ифигения в Авлиде» и «Вакханки».
Предпочтительная разработка женских ролей в трагедии стала нововведением Еврипида. Гекуба, Поликсена, Кассандра, Андромаха, Макария, Ифигения, Елена, Электра, Медея, Федра, Креуса, Андромеда, Агава и многие другие героини сказаний Эллады представляют собой типы законченные и жизненные. Мотивы супружеской и материнской любви, нежной преданности, бурной страсти, женской мстительности в сплаве с хитростью, коварством и жестокостью занимают в драмах Еврипида весьма видное место. Женщины Еврипида превосходят его мужчин силой воли и яркостью чувств. Кроме того, рабы и рабыни в его пьесах — не бездушные статисты, а имеют характеры, человеческие черты и проявляют чувства подобно свободным гражданам, заставляя зрителей сопереживать.
Лишь немногие из уцелевших трагедий удовлетворяют требованию законченности и единства действия. Сила автора прежде всего в психологизме и глубокой проработке отдельных сцен и монологов. В старательном изображении душевных состояний, обычно напряжённых до крайности, заключается главный интерес трагедий Еврипида.
В 2022 году американские учёные Ивонна Трнка-Амрайн и Джон Гиберт нашли на территории древнегреческого города Филадельфия в Египте фрагменты двух пьес, ранее считавшихся утерянными — «Полиид» и «Ино».

### Список полностью дошедших пьес
- Алкеста (438 год до н. э., 2-е место)
- Медея (431 год до н. э., 3-е место)
- Гераклиды (430 год до н. э.)
- Ипполит (428 год до н. э., 1-е место)
- Андромаха (425 год до н. э.)
- Гекуба (424 год до н. э.)
- Просительницы (423 год до н. э.)
- Электра (413 год до н. э.)
- Геракл (416 год до н. э.)
- Троянки (415 год до н. э., 2-е место)
- Ифигения в Тавриде (414 год до н. э.)
- Ион (414 год до н. э.)
- Елена (412 год до н. э.)
- Финикиянки (410 год до н. э.)
- Киклоп (408 год до н. э., сатировская драма)
- Орест (408 год до н. э.)
- Вакханки (407 год до н. э., 1-е место посмертно совместно с «Ифигенией в Авлиде»)
- Ифигения в Авлиде (407 год до н. э.)
- Рес (приписывается Еврипиду, с чем не согласно большинство современных литературоведов)

### Список пьес, сохранившихся частично или утраченных
- Авга
- Автолик (сатировская драма)
- Александр (415 год до н. э., сохранилась частично)
- Алкмена
- Алкмеон в Коринфе (около 405 год до н. э.)
- Алкмеон в Псофиде (438 год до н. э.)
- Алопа
- Андромеда (412 год до н. э.)
- Антигона
- Антиопа (около 408 год до н. э.)
- Архелай (около 407 год до н. э.)
- Беллерофонт (432—431 годы до н. э.)[10]
- Бусирис (сатировская драма)
- Гипсипила (около 408 года до н. э.)
- Даная
- Диктис (431 год до н. э.)
- Жнецы
- Иксион
- Ино (в 2022 году найден фрагмент)
- Ипполит, закрывающийся плащом (434 год до н. э.)
- Кадм
- Кресфонт
- Критяне
- Критянки (438 год до н. э.)
- Ламия
- Ликимний
- Скиросцы
- Меланиппа-узница
- Мудрая Меланиппа
- Мелеагр
- Паламед (415 год до н. э.)
- Пелей
- Пелиады (455 год до н. э.)
- Плисфен (сатировская драма)
- Полиид (в 2022 году найден фрагмент)
- Протесилай
- Силей (сатировская драма)
- Скирон (сатировская драма)
- Сфенебея
- Телеф
- Темен (или Темениды)
- Тесей
- Фаэтон (примерно 420 года до н. э.; сохранилась частично)
- Феникс I
- Феникс II
- Фиест
- Филоктет (431 год до н. э.)
- Фрикс
- Хрисипп (410/409 год до н. э.)
- Еврисфей
- Эгей
- Эдип
- Эней
- Эномай (410/409 год до н. э.)
- Эол (до 423 год до н. э.)
- Эпей
- Эрехтей (примерно 423 год до н. э.)

Пьесы с оспариваемым авторством
- Пирифой
- Радамант
- Тенн
- Сизиф

## Музыкальная деятельность
Вероятно, Еврипид сам писал музыку для своих трагедий. Сохранился фрагмент первой антистрофы из «Ореста» на папирусе III века до н. э., содержащий над стихотворным текстом хорошо различимые нотные знаки. Фрагмент музыки Еврипида подтверждает приписываемую ему в ряде немузыкальных трактатов славу дерзкого композитора-реформатора, который по свидетельству древних внедрил в трагедию хроматику и стал широко использовать кифару (в более древних образцах трагедии стандартно применялся только авлос). Нотация фрагмента, показывающая все три рода мелоса греков — диатонику, хроматику и энармонику, свидетельствует об изысканности и сложности музыкального письма Еврипида.

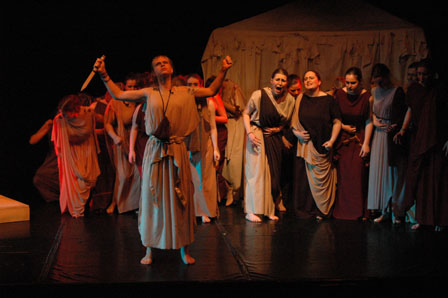

Другой сохранившийся фрагмент Еврипида — из «Ифигении в Авлиде» (хоровой эпод из второго музыкального антракта; датирован около 280 года до н. э.) — примечателен тем, что кроме букв, обозначающих высоту звуков, папирус содержит знаки ритмической нотации. Анализ этого фрагмента показывает, что музыкальный ритм изменяет метрику стиха. Таким образом, становится очевидно, что (принятая по традиции у филологов) запись текста трагедии как «чистого» стиха (без учёта распева) не даёт правильного представления о его звучании.

## В культуре
- Трагедии Еврипида были остроумно спародированы Аристофаном в комедии «Лягушки» (405 год до н. э.).
- Еврипид фигурирует в романе К. М. Виланда «История абдеритов» (1774).
- В игре Assassin’s Creed Odyssey есть персонаж Еврипид — драматург и литературный критик, который живет в Афинах и участвует в политической жизни этого города, у него есть друзья Софокл и Аристофан. По сюжету игры у Еврипида черты немногословного человека[значимость факта?].

### Тексты и переводы
Русские (переводы отдельных пьес см. в статьях о них):
- Театр Еврипида. В 6 т. / Пер. И. Ф. Анненского. (Серия «Памятники мировой литературы»). М.: Сабашниковы. (вышли тт. 1—3; первое издание т. 1 вышло в 1906 году с иным составом)
  - Т. 1. Алкеста. Андромаха. Вакханки. Гекуба. 1916. — 406 стр.
  - Т. 2. Гераклиды. Геракл. Елена. Ипполит. 1917. — 516 стр.
  - Т. 3. Ифигения Авлидская. Ифигения Таврическая. Ион. Киклоп. 1921. — 548 стр.
- Еврипид. Просительницы. Троянки / Пер. С. В. Шервинского // Трагедии. В 2 т. (Серия «Библиотека античной литературы»). М.: Худож. лит, 1969.
- Еврипид. Просительницы. Троянки / Пер. С. Апта // Сочинения: В 2 т. (Серия «Античная драматургия»). М.: Искусство, 1980.
- Еврипид. Трагедии / Пер. Инн. Анненского, ст. М. Л. Гаспарова и В. Н. Ярхо, прим. В. Н. Ярхо. Отв. ред. М. Л. Гаспаров. (Серия «Литературные памятники»). В 2 т. М.: Ладомир-Наука, 1999. (переизд.: М.: Ладомир-Наука, 2006)
  - Т. 1. Алькеста. Медея. Гераклиды. Ипполит. Андромаха. Умоляющие. Гекуба. Геракл. Троянки. Ифигения в Тавриде (Ифигения-жрица). — 656 стр.
  - Т. 2. Электра. Елена. Финикиянки. Ион. Орест. Вакханки. Ифигения в Авлиде (Ифигения-жертва). Киклоп. — 704 стр. (в приложении: «Рес» Псевдо-Еврипида и «Вакханки» в пер. Ф. Ф. Зелинского)
- Незнакомый Еврипид. Трагедии интриги и случая / Пер. и прим. В. Н. Ярхо // Вестник древней истории, 1995. № 3—4, 1996. № 1—2 (перевод фрагментов 12 трагедий: «Эгей», «Кресфонт», «Александр», «Фрикс» («Фрикс 1» и «Фрикс 2»), «Мудрая Меланиппа», «Меланиппа-узница», «Гипсипила», «Антиопа», «Авга», «Алопа», «Алкмеон в Коринфе»)
- Эсхил. Софокл. Еврипид. Трагедии / Пер. Д. С. Мережковского ; вступ. ст. и примеч. А. В. Успенской. — М. : Ломоносовъ, 2009. — 474 с. — (Вечные спутники). — ISBN 978-5-91678-002-4.
- Новые переводы всех трагедий Еврипида, выполненные Вланесом (Владиславом Некляевым): https://evripid.com

Английские:
В «Loeb classical library» изданы сохранившиеся пьесы (включая «Рес») в 6 томах (№ 12, 484, 9, 10, 11, 495) и фрагменты (т. 7, 8, № 504, 506)
- Том I. Ифигения в Авлиде. Рес. Гекуба. Троянки. Елена
- Том II.
- Том III. Вакханки. Геркулес в безумии. Гераклиды. Финикиянки. Умоляющие
- Том IV. Ион. Ипполит. Медея. Алкестида

Французские:
- В серии «Collection Budé» изданы сохранившиеся пьесы в 7 томах (см.) и фрагменты (т. 8 в 4 частях, 1998—2003). Euripide. Tragédies:
  - Tome VIII, 1re partie: Fragments. De Aigeus à Autolykos. Texte établi et traduit par F. Jouan et H. Van Looy. 2e tirage 2002. LXXXIII, 509 p. ISBN 978-2-251-00466-2
  - Tome VIII, 2ème partie : Fragments de Bellérophon à Protésilas. Texte établi et traduit par F. Jouan et H. Van Looy. 2e tirage 2002. 983 p. ISBN 978-2-251-00485-3
  - Tome VIII: 3e partie. Fragments. De Sthénébée à Chrysippos. Texte établi et traduit par F. Jouan et H. Van Looy. 2002. 400 p. ISBN 978-2-251-00502-7
  - Tome VIII: 4e partie. Fragments de drames non identifiés. Texte établi et traduit par François Jouan et Herman Van Looy. 2003. VIII, 308 p. ISBN 978-2-251-00510-2

### Исследования
- Беляев Д. Ф. К вопросу о мировоззрении Эврипида : Историко-литературные этюды. — Казань : Типография Императорского Университета, 1878. — 134 с.
- Гаврилов А. К. Дельфийские птицы в еврипидовом прологе (Eur. Ion 154—83) // Hyperboreus. Vol. 1 (1994). Fasc. 1. C. 92—112.
- Гаврилов А. К. Знаменья и действие — мантика в «Ифигении Таврической» Еврипида // Традиции и новаторство в античной литературе : Межвузовский сборник (К 100-летию со дня рождения академика И. И. Толстого). — Л. : Издательство ЛГУ, 1982. — С. 88—101. — 244 с. — (Philologia classica / ЛГУ им. А. А. Жданова ; головной совет по филол. наукам; [Редкол.: Ю. В. Откупщиков (отв. ред.) и др. ; вып. 2).
- Гончарова Т. В. Еврипид. — М. : Молодая гвардия, 1984. — 272 с. — (Жизнь замечательных людей).
- Котелов Н. П. Эврипид и значение его «драмы» в истории литературы : (Этюд). — СПб. : Редакция журнала «Пантеон литературы», 1894. — 87 с.
- Радциг С. И. Опыт историко-литературного анализа «Медеи» Еврипида // Вопросы классической филологии : Сборник статей. — М. : Издательство МГУ, 1969. — Вып. 2. — 226 с.
- История греческой литературы / под редакцией С. И. Соболевского, Б. В. Горнунга, З. Г. Гринберга, Ф. А. Петровского, С. И. Радцига. — Москва • Ленинград: Издательство академии наук СССР, 1946. — Т. I.
- Толстой И. И. Трагедия Еврипида «Елена» и начало греческого романа // Статьи о фольклоре / И. И. Толстой ; Академия наук СССР. — М. : Наука ; Л., 1966. — 249 с.

### Схолии к Еврипиду
- Издание схолий к Еврипиду (1887). 919 p.